# Ministri della giustizia del Belgio
I ministri della giustizia del Belgio dal 1831 ad oggi sono i seguenti.

## Lista
| Ministro                | Ministro          | Ministro                                       | Partito                                      | Governo                | Mandato           | Mandato           | Monarca                                   |
| Ministro                | Ministro          | Ministro                                       | Partito                                      | Governo                | Inizio            | Fine              | Monarca                                   |
| ----------------------- | ----------------- | ---------------------------------------------- | -------------------------------------------- | ---------------------- | ----------------- | ----------------- | ----------------------------------------- |
| Giustizia               |                   |                                                |                                              |                        |                   |                   |                                           |
|                         |                   | Alexandre Gendebien (1789-1869)                | Indipendente liberale                        | de Gerlache            | 26 febbraio 1831  | 23 marzo 1831     | Erasmo Luigi Surlet de Chokier (reggente) |
|                         |                   | Antoine Barthélémy (1764-1832)                 | Indipendente liberale                        | Lebeau I               | 23 marzo 1831     | 24 luglio 1831    | Erasmo Luigi Surlet de Chokier (reggente) |
|                         |                   | Jean Raikem (1787-1875)                        | Indipendente confessionale                   | de Muelenaere          | 24 luglio 1831    | 20 ottobre 1832   | Leopoldo I del Belgio                     |
|                         |                   | Joseph Lebeau (1794-1865)                      | Indipendente liberale                        | Goblet d'Alviella      | 20 ottobre 1832   | 4 agosto 1834     | Leopoldo I del Belgio                     |
|                         |                   | Antoine Ernst (1796-1841)                      | Indipendente liberale                        | de Theux de Meylandt I | 4 agosto 1834     | 4 febbraio 1839   | Leopoldo I del Belgio                     |
|                         |                   | Jean-Baptiste Nothomb (ad interim) (1805-1881) | Indipendente liberale                        | de Theux de Meylandt I | 4 febbraio 1839   | 8 giugno 1839     | Leopoldo I del Belgio                     |
|                         |                   | Jean Raikem (1787-1875)                        | Indipendente confessionale                   | de Theux de Meylandt I | 8 giugno 1839     | 18 aprile 1840    | Leopoldo I del Belgio                     |
|                         |                   | Mathieu Leclercq (1796-1889)                   | Indipendente liberale                        | Lebeau II              | 18 aprile 1840    | 13 aprile 1841    | Leopoldo I del Belgio                     |
|                         |                   | Guillaume Van Volxem (1791-1877)               | Indipendente confessionale                   | Nothomb                | 13 aprile 1841    | 14 dicembre 1842  | Leopoldo I del Belgio                     |
|                         |                   | Jean-Baptiste Nothomb (ad interim) (1805-1881) | Indipendente liberale                        | Nothomb                | 14 dicembre 1842  | 16 aprile 1843    | Leopoldo I del Belgio                     |
|                         |                   | Jules d'Anethan (1803-1888)                    | Indipendente confessionale                   | Nothomb                | 16 aprile 1843    | 30 luglio 1845    | Leopoldo I del Belgio                     |
| Van de Weyer            | 30 luglio 1845    | Jules d'Anethan (1803-1888)                    | Indipendente confessionale                   | 31 marzo 1846          |                   |                   | Leopoldo I del Belgio                     |
| de Theux de Meylandt II | 31 marzo 1846     | Jules d'Anethan (1803-1888)                    | Indipendente confessionale                   | 12 agosto 1847         |                   |                   | Leopoldo I del Belgio                     |
|                         |                   | François-Philippe de Haussy (1789-1869)        | Partito Liberale                             | Rogier I               | 12 agosto 1847    | 12 agosto 1850    | Leopoldo I del Belgio                     |
|                         |                   | Victor Tesch (1812-1892)                       | Partito Liberale                             | Rogier I               | 12 agosto 1850    | 31 ottobre 1852   | Leopoldo I del Belgio                     |
|                         |                   | Charles Faider (1811-1893)                     | Partito Liberale                             | de Brouckère           | 31 ottobre 1852   | 30 marzo 1855     | Leopoldo I del Belgio                     |
|                         |                   | Alphonse Nothomb (1817-1898)                   | Indipendente confessionale                   | de Decker              | 30 marzo 1855     | 9 novembre 1857   | Leopoldo I del Belgio                     |
|                         |                   | Victor Tesch (1812-1892)                       | Partito Liberale                             | Rogier II              | 9 novembre 1857   | 12 novembre 1865  | Leopoldo I del Belgio                     |
|                         |                   | Jules Bara (1835-1900)                         | Partito Liberale                             | Rogier II              | 12 novembre 1865  | 3 gennaio 1868    | Leopoldo II del Belgio                    |
| Frère-Orban I           | 3 gennaio 1868    | Jules Bara (1835-1900)                         | Partito Liberale                             | 2 luglio 1870          |                   |                   | Leopoldo II del Belgio                    |
|                         |                   | Prosper Cornesse (1829-1889)                   | Partito Cattolico                            | d'Anethan              | 2 luglio 1870     | 7 dicembre 1871   | Leopoldo II del Belgio                    |
|                         |                   | Théophile de Lantsheere (1833-1918)            | Partito Cattolico                            | Malou I                | 7 dicembre 1871   | 19 giugno 1878    | Leopoldo II del Belgio                    |
|                         |                   | Jules Bara (1835-1900)                         | Partito Liberale                             | Frère-Orban II         | 19 giugno 1878    | 16 giugno 1884    | Leopoldo II del Belgio                    |
|                         |                   | Charles Woeste (1837-1922)                     | Partito Cattolico                            | Malou II               | 16 giugno 1884    | 26 ottobre 1884   | Leopoldo II del Belgio                    |
|                         |                   | Joseph Devolder (1842-1919)                    | Partito Cattolico                            | Beernaert              | 26 ottobre 1884   | 24 ottobre 1887   | Leopoldo II del Belgio                    |
|                         |                   | Jules Le Jeune (1828-1911)                     | Partito Cattolico                            | Beernaert              | 24 ottobre 1887   | 26 marzo 1894     | Leopoldo II del Belgio                    |
|                         |                   | Victor Begerem (1853-1934)                     | Partito Cattolico                            | de Burlet              | 26 marzo 1894     | 25 febbraio 1896  | Leopoldo II del Belgio                    |
| de Smet de Naeyer I     | 25 febbraio 1896  | Victor Begerem (1853-1934)                     | Partito Cattolico                            | 24 gennaio 1899        |                   |                   | Leopoldo II del Belgio                    |
| Vandenpeereboom         | 24 gennaio 1899   | Victor Begerem (1853-1934)                     | Partito Cattolico                            | 5 agosto 1899          |                   |                   | Leopoldo II del Belgio                    |
|                         |                   | Jules Van den Heuvel (1854-1926)               | Partito Cattolico                            | de Smet de Naeyer II   | 5 agosto 1899     | 2 maggio 1907     | Leopoldo II del Belgio                    |
|                         |                   | Jules Renkin (1862-1934)                       | Partito Cattolico                            | de Trooz               | 2 maggio 1907     | 9 gennaio 1908    | Leopoldo II del Belgio                    |
| Schollaert              | 9 gennaio 1908    | Jules Renkin (1862-1934)                       | Partito Cattolico                            | 30 ottobre 1908        |                   |                   | Leopoldo II del Belgio                    |
| Schollaert              |                   |                                                | Léon de Lantsheere (1862-1912)               | Partito Cattolico      | 30 ottobre 1908   | 17 giugno 1911    | Alberto I del Belgio                      |
|                         |                   | Henry Carton de Wiart (1869-1951)              | Partito Cattolico                            | de Broqueville I       | 17 giugno 1911    | 18 gennaio 1916   | Alberto I del Belgio                      |
| de Broqueville II       | 18 gennaio 1916   | Henry Carton de Wiart (1869-1951)              | Partito Cattolico                            | 1º giugno 1918         |                   |                   | Alberto I del Belgio                      |
| Cooreman                | 1º giugno 1918    | Henry Carton de Wiart (1869-1951)              | Partito Cattolico                            | 21 novembre 1918       |                   |                   | Alberto I del Belgio                      |
|                         |                   | Emile Vandervelde (1866-1938)                  | Partito Operaio Belga                        | Delacroix I            | 21 novembre 1918  | 2 dicembre 1919   | Alberto I del Belgio                      |
| Delacroix II            | 2 dicembre 1919   | Emile Vandervelde (1866-1938)                  | Partito Operaio Belga                        | 20 novembre 1920       |                   |                   | Alberto I del Belgio                      |
| Carton de Wiart         | 20 novembre 1920  | Emile Vandervelde (1866-1938)                  | Partito Operaio Belga                        | 24 ottobre 1921        |                   |                   | Alberto I del Belgio                      |
| Carton de Wiart         |                   |                                                | Aloys Van de Vyvere (ad interim) (1871-1961) | Partito Liberale       | 24 ottobre 1921   | 16 dicembre 1921  | Alberto I del Belgio                      |
|                         |                   | Fulgence Masson (1854-1942)                    | Partito Liberale                             | Theunis I              | 16 dicembre 1921  | 13 maggio 1925    | Alberto I del Belgio                      |
|                         |                   | Léon Théodor (1853-1934)                       | Unione Cattolica Belga                       | Van de Vyvere          | 13 maggio 1925    | 17 giugno 1925    | Alberto I del Belgio                      |
|                         |                   | Paul Tschoffen (1878-1961)                     | Unione Cattolica Belga                       | Poullet                | 17 giugno 1925    | 10 dicembre 1925  | Alberto I del Belgio                      |
|                         |                   | Prosper Poullet (1868-1937)                    | Unione Cattolica Belga                       | Poullet                | 10 dicembre 1925  | 20 maggio 1926    | Alberto I del Belgio                      |
|                         |                   | Paul Hymans (1865-1941)                        | Partito Liberale                             | Jaspar I               | 20 maggio 1926    | 22 novembre 1927  | Alberto I del Belgio                      |
|                         |                   | Paul-Émile Janson (1872-1944)                  | Partito Liberale                             | Jaspar II              | 22 novembre 1927  | 15 giugno 1931    | Alberto I del Belgio                      |
|                         |                   | Fernand Cocq (1861-1940)                       | Partito Liberale                             | Van Zeeland I          | 15 giugno 1931    | 22 ottobre 1932   | Alberto I del Belgio                      |
|                         |                   | Paul-Émile Janson (1872-1944)                  | Partito Liberale                             | de Broqueville III     | 22 ottobre 1932   | 12 giugno 1934    | Alberto I del Belgio                      |
|                         |                   | François Bovesse (1890-1944)                   | Partito Liberale                             | de Broqueville III     | 12 giugno 1934    | 29 novembre 1934  | Leopoldo III del Belgio                   |
| Theunis II              | 29 novembre 1934  | François Bovesse (1890-1944)                   | Partito Liberale                             | 25 marzo 1935          |                   |                   | Leopoldo III del Belgio                   |
|                         |                   | Eugène Soudan (1880-1960)                      | Partito Operaio Belga                        | Van Zeeland I          | 25 marzo 1935     | 13 giugno 1936    | Leopoldo III del Belgio                   |
|                         |                   | François Bovesse (1890-1944)                   | Partito Liberale                             | Van Zeeland II         | 13 giugno 1936    | 24 aprile 1937    | Leopoldo III del Belgio                   |
|                         |                   | Victor de Laveleye (1894-1945)                 | Partito Liberale                             | Van Zeeland II         | 24 aprile 1937    | 15 luglio 1937    | Leopoldo III del Belgio                   |
|                         |                   | Victor Maistriau (1870-1961)                   | Partito Liberale                             | Van Zeeland II         | 15 luglio 1937    | 24 novembre 1937  | Leopoldo III del Belgio                   |
|                         |                   | Charles du Bus de Warnaffe (1894-1965)         | Blocco Cattolico                             | Janson                 | 24 novembre 1937  | 15 maggio 1938    | Leopoldo III del Belgio                   |
|                         |                   | Joseph Pholien (1884-1968)                     | Blocco Cattolico                             | Spaak I                | 15 maggio 1938    | 21 gennaio 1939   | Leopoldo III del Belgio                   |
|                         |                   | Emile van Dievoet (1886-1967)                  | Blocco Cattolico                             | Spaak I                | 21 gennaio 1939   | 22 febbraio 1939  | Leopoldo III del Belgio                   |
|                         |                   | August De Schryver (1898-1991)                 | Blocco Cattolico                             | Pierlot I              | 22 febbraio 1939  | 18 aprile 1939    | Leopoldo III del Belgio                   |
|                         |                   | Paul-Émile Janson (1872-1944)                  | Partito Liberale                             | Pierlot II             | 18 aprile 1939    | 3 settembre 1939  | Leopoldo III del Belgio                   |
|                         |                   | Eugène Soudan (1880-1960)                      | Partito Operaio Belga                        | Pierlot III            | 3 settembre 1939  | 5 gennaio 1940    | Leopoldo III del Belgio                   |
|                         |                   | Paul-Émile Janson (1872-1944)                  | Partito Liberale                             | Pierlot III            | 5 gennaio 1940    | 23 agosto 1940    | Leopoldo III del Belgio                   |
| vacante                 | vacante           | vacante                                        | vacante                                      | Pierlot III            | 23 agosto 1940    | 23 ottobre 1940   | Leopoldo III del Belgio                   |
| vacante                 | vacante           | vacante                                        | vacante                                      | Pierlot IV             | 23 ottobre 1940   | 22 novembre 1940  | Leopoldo III del Belgio                   |
|                         |                   | Albert de Vleeschauwer (1897-1971)             | Blocco Cattolico                             | Pierlot IV             | 22 novembre 1940  | 4 marzo 1942      | Leopoldo III del Belgio                   |
|                         |                   | Hubert Pierlot (1883-1965)                     | Blocco Cattolico                             | Pierlot IV             | 4 marzo 1942      | 12 ottobre 1942   | Leopoldo III del Belgio                   |
|                         |                   | Antoine Delfosse (1895-1980)                   | Blocco Cattolico                             | Pierlot IV             | 12 ottobre 1942   | 26 settembre 1944 | Leopoldo III del Belgio                   |
|                         |                   | Maurice Verbaet (1883-1957)                    | Blocco Cattolico                             | Pierlot V              | 26 settembre 1944 | 12 dicembre 1944  | Carlo Teodoro del Belgio (reggente)       |
| Pierlot VI              | 12 dicembre 1944  | Maurice Verbaet (1883-1957)                    | Blocco Cattolico                             | 12 febbraio 1945       |                   |                   | Carlo Teodoro del Belgio (reggente)       |
|                         |                   | Charles du Bus de Warnaffe (1894-1965)         | Blocco Cattolico                             | Van Acker I            | 12 febbraio 1945  | 2 agosto 1945     | Carlo Teodoro del Belgio (reggente)       |
|                         |                   | Marcel Grégoire (1907-1996)                    | Unione Democratica Belga                     | Van Acker II           | 2 agosto 1945     | 13 marzo 1946     | Carlo Teodoro del Belgio (reggente)       |
|                         |                   | Henri Rolin (1891-1973)                        | Partito Socialista Belga                     | Spaak II               | 13 marzo 1946     | 31 marzo 1946     | Carlo Teodoro del Belgio (reggente)       |
|                         |                   | Adolphe Van Glabbeke (1904-1959)               | Partito Liberale                             | Van Acker III          | 31 marzo 1946     | 3 agosto 1946     | Carlo Teodoro del Belgio (reggente)       |
|                         |                   | Albert Lilar (1900-1976)                       | Partito Liberale                             | Huysmans               | 3 agosto 1946     | 20 marzo 1947     | Carlo Teodoro del Belgio (reggente)       |
|                         |                   | Paul Struye (1896-1974)                        | Partito Sociale Cristiano                    | Spaak III              | 20 marzo 1947     | 27 novembre 1948  | Carlo Teodoro del Belgio (reggente)       |
|                         |                   | Henri Moreau de Melen (1902-1992)              | Partito Sociale Cristiano                    | Spaak IV               | 27 novembre 1948  | 11 agosto 1949    | Carlo Teodoro del Belgio (reggente)       |
|                         |                   | Albert Lilar (1900-1976)                       | Partito Liberale                             | Eyskens I              | 11 agosto 1949    | 8 giugno 1950     | Carlo Teodoro del Belgio (reggente)       |
|                         |                   | Henry Carton de Wiart (1869-1951)              | Partito Sociale Cristiano                    | Duvieusart             | 8 giugno 1950     | 16 agosto 1950    | Carlo Teodoro del Belgio (reggente)       |
|                         |                   | Ludovic Moyersoen (1904-1992)                  | Partito Sociale Cristiano                    | Pholien                | 16 agosto 1950    | 15 gennaio 1952   | Carlo Teodoro del Belgio (reggente)       |
|                         |                   | Joseph Pholien (1884-1968)                     | Partito Sociale Cristiano                    | Van Houtte             | 15 gennaio 1952   | 3 settembre 1952  | Baldovino del Belgio                      |
|                         |                   | Léonce Lagae (1894-1964)                       | Partito Sociale Cristiano                    | Van Houtte             | 3 settembre 1952  | 5 dicembre 1952   | Baldovino del Belgio                      |
| vacante                 | vacante           | vacante                                        | vacante                                      | Van Houtte             | 5 dicembre 1952   | 13 dicembre 1952  | Baldovino del Belgio                      |
|                         |                   | Charles du Bus de Warnaffe (1894-1965)         | Partito Sociale Cristiano                    | Van Houtte             | 13 dicembre 1952  | 23 aprile 1954    | Baldovino del Belgio                      |
|                         |                   | Albert Lilar (1900-1976)                       | Partito Liberale                             | Van Acker IV           | 23 aprile 1954    | 26 giugno 1958    | Baldovino del Belgio                      |
|                         |                   | Pierre Harmel (1911-2009)                      | Partito Sociale Cristiano                    | Eyskens II             | 26 giugno 1958    | 6 novembre 1958   | Baldovino del Belgio                      |
|                         |                   | Laurent Merchiers (1904-1986)                  | Partito Liberale                             | Eyskens III            | 6 novembre 1958   | 3 settembre 1960  | Baldovino del Belgio                      |
|                         |                   | Albert Lilar (1900-1976)                       | Partito Liberale                             | Eyskens III            | 3 settembre 1960  | 25 aprile 1961    | Baldovino del Belgio                      |
|                         |                   | Piet Vermeylen (1904-1991)                     | Partito Socialista Belga                     | Lefèvre                | 25 aprile 1961    | 28 luglio 1965    | Baldovino del Belgio                      |
|                         |                   | Pierre Wigny (1905-1986)                       | Partito Sociale Cristiano                    | Harmel                 | 28 luglio 1965    | 19 marzo 1966     | Baldovino del Belgio                      |
| Vanden Boeynants I      | 19 marzo 1966     | Pierre Wigny (1905-1986)                       | Partito Sociale Cristiano                    | 17 giugno 1968         |                   |                   | Baldovino del Belgio                      |
|                         |                   | Alfons Vranckx (1907-1979)                     | Partito Socialista Belga                     | Eyskens IV             | 17 giugno 1968    | 20 gennaio 1972   | Baldovino del Belgio                      |
| Eyskens V               | 20 gennaio 1972   | Alfons Vranckx (1907-1979)                     | Partito Socialista Belga                     | 26 gennaio 1973        |                   |                   | Baldovino del Belgio                      |
|                         |                   | Herman Vanderpoorten (1922-1984)               | Partito della Libertà e del Progresso        | Leburton I             | 26 gennaio 1973   | 23 ottobre 1973   | Baldovino del Belgio                      |
| Leburton II             | 23 ottobre 1973   | Herman Vanderpoorten (1922-1984)               | Partito della Libertà e del Progresso        | 25 aprile 1974         |                   |                   | Baldovino del Belgio                      |
| Tindemans I             | 25 aprile 1974    | Herman Vanderpoorten (1922-1984)               | Partito della Libertà e del Progresso        | 11 giugno 1974         |                   |                   | Baldovino del Belgio                      |
| Tindemans II            | 11 giugno 1974    | Herman Vanderpoorten (1922-1984)               | Partito della Libertà e del Progresso        | 7 marzo 1977           |                   |                   | Baldovino del Belgio                      |
| Tindemans III           | 7 marzo 1977      | Herman Vanderpoorten (1922-1984)               | Partito della Libertà e del Progresso        | 3 giugno 1977          |                   |                   | Baldovino del Belgio                      |
|                         |                   | Renaat Van Elslande (1916-2000)                | Partito Sociale Cristiano                    | Tindemans IV           | 3 giugno 1977     | 20 ottobre 1978   | Baldovino del Belgio                      |
| Vanden Boeynants II     | 20 ottobre 1978   | Renaat Van Elslande (1916-2000)                | Partito Sociale Cristiano                    | 3 aprile 1979          |                   |                   | Baldovino del Belgio                      |
| Martens I               | 3 aprile 1979     | Renaat Van Elslande (1916-2000)                | Partito Sociale Cristiano                    | 23 gennaio 1980        |                   |                   | Baldovino del Belgio                      |
| Martens II              | 23 gennaio 1980   | Renaat Van Elslande (1916-2000)                | Partito Sociale Cristiano                    | 18 maggio 1980         |                   |                   | Baldovino del Belgio                      |
|                         |                   | Herman Vanderpoorten (1922-1984)               | Partito della Libertà e del Progresso        | Martens III            | 18 maggio 1980    | 22 ottobre 1980   | Baldovino del Belgio                      |
|                         |                   | Philippe Moureaux (1939-2018)                  | Partito Socialista                           | Martens IV             | 22 ottobre 1980   | 6 aprile 1981     | Baldovino del Belgio                      |
| Eyskens                 | 6 aprile 1981     | Philippe Moureaux (1939-2018)                  | Partito Socialista                           | 17 dicembre 1981       |                   |                   | Baldovino del Belgio                      |
|                         |                   | Jean Gol (1942-1995)                           | Partito Riformatore Liberale                 | Martens V              | 17 dicembre 1981  | 28 novembre 1985  | Baldovino del Belgio                      |
| Martens VI              | 28 novembre 1985  | Jean Gol (1942-1995)                           | Partito Riformatore Liberale                 | 21 ottobre 1987        |                   |                   | Baldovino del Belgio                      |
| Martens VII             | 21 ottobre 1987   | Jean Gol (1942-1995)                           | Partito Riformatore Liberale                 | 9 maggio 1988          |                   |                   | Baldovino del Belgio                      |
|                         |                   | Melchior Wathelet (1949)                       | Partito Social-Cristiano                     | Martens VIII           | 9 maggio 1988     | 29 settembre 1991 | Baldovino del Belgio                      |
| Martens IX              | 29 settembre 1991 | Melchior Wathelet (1949)                       | Partito Social-Cristiano                     | 7 marzo 1992           |                   |                   | Baldovino del Belgio                      |
| Dehaene I               | 7 marzo 1992      | Melchior Wathelet (1949)                       | Partito Social-Cristiano                     | 23 giugno 1995         |                   |                   | Baldovino del Belgio                      |
|                         |                   | Stefaan De Clerck (1951)                       | Cristiano-Democratici e Fiamminghi           | Dehaene II             | 23 giugno 1995    | 24 aprile 1998    | Alberto II del Belgio                     |
|                         |                   | Tony Van Parys (1951)                          | Cristiano-Democratici e Fiamminghi           | Dehaene II             | 24 aprile 1998    | 12 luglio 1999    | Alberto II del Belgio                     |
|                         |                   | Marc Verwilghen (1952)                         | Liberali e Democratici Fiamminghi            | Verhofstadt I          | 12 luglio 1999    | 11 luglio 2003    | Alberto II del Belgio                     |
|                         |                   | Laurette Onkelinx (1958)                       | Partito Socialista                           | Verhofstadt II         | 11 luglio 2003    | 21 dicembre 2007  | Alberto II del Belgio                     |
|                         |                   | Jo Vandeurzen (1958)                           | Cristiano-Democratici e Fiamminghi           | Verhofstadt III        | 21 dicembre 2007  | 20 marzo 2008     | Alberto II del Belgio                     |
| Leterme I               | 20 marzo 2008     | Jo Vandeurzen (1958)                           | Cristiano-Democratici e Fiamminghi           | 30 dicembre 2008       |                   |                   | Alberto II del Belgio                     |
|                         |                   | Stefaan De Clerck (1951)                       | Cristiano-Democratici e Fiamminghi           | Van Rompuy             | 30 dicembre 2008  | 25 novembre 2009  | Alberto II del Belgio                     |
| Leterme II              | 25 novembre 2009  | Stefaan De Clerck (1951)                       | Cristiano-Democratici e Fiamminghi           | 6 dicembre 2011        |                   |                   | Alberto II del Belgio                     |
|                         |                   | Annemie Turtelboom (1967)                      | Liberali e Democratici Fiamminghi Aperti     | Di Rupo                | 6 dicembre 2011   | 25 luglio 2014    | Alberto II del Belgio                     |
|                         |                   | Maggie De Block (1962)                         | Liberali e Democratici Fiamminghi Aperti     | Di Rupo                | 25 luglio 2014    | 11 ottobre 2014   | Filippo del Belgio                        |
|                         |                   | Koen Geens (1958)                              | Cristiano-Democratici e Fiamminghi           | Michel I               | 11 ottobre 2014   | 9 dicembre 2018   | Filippo del Belgio                        |
| Michel II               | 9 dicembre 2018   | Koen Geens (1958)                              | Cristiano-Democratici e Fiamminghi           | 27 ottobre 2019        |                   |                   | Filippo del Belgio                        |
| Wilmès I                | 27 ottobre 2019   | Koen Geens (1958)                              | Cristiano-Democratici e Fiamminghi           | 17 marzo 2020          |                   |                   | Filippo del Belgio                        |
| Wilmès II               | 17 marzo 2020     | Koen Geens (1958)                              | Cristiano-Democratici e Fiamminghi           | 1º ottobre 2020        |                   |                   | Filippo del Belgio                        |
|                         |                   | Vincent Van Quickenborne (1973)                | Liberali e Democratici Fiamminghi Aperti     | De Croo                | 1º ottobre 2020   | 22 ottobre 2023   | Filippo del Belgio                        |
|                         |                   | Paul Van Tigchelt (1973)                       | Liberali e Democratici Fiamminghi Aperti     | De Croo                | 22 ottobre 2023   | 3 febbraio 2025   | Filippo del Belgio                        |
|                         |                   | Annelies Verlinden (1978)                      | Cristiano-Democratici e Fiamminghi           | De Wever               | 3 febbraio 2025   | in carica         | Filippo del Belgio                        |

### Esplicative
1. ↑  Già Ministro dei lavori pubblici.
2. ↑  Già Capo di gabinetto e Ministro degli affari interni.
3. ↑  Già Ministro degli affari economici.
4. ↑  Ricopre anche la carica di Primo ministro.
5. ↑  Ricopre anche la carica di Ministro delle colonie.
6. ↑  Ricopre anche le cariche di Primo ministro, di Ministro degli affari interni, di Ministro dell'agricoltura, di Ministro dei lavori pubblici e di Ministro della sanità.
7. ↑  Ricopre anche la carica di Ministro per la cultura francese dal 19 marzo 1966.
8. ↑  Ricopre anche la carica di Vice Primo ministro dal 20 ottobre 1978 al 3 aprile 1979.
9. 1 2  Ricopre anche la carica di Ministro delle riforme istituzionali.
10. ↑  Ricopre anche le cariche di Ministro delle riforme istituzionali, di Ministro del commercio estero dal 6 gennaio 1985 al 28 novembre 1985 e, dal 28 novembre 1985, di Vice Primo ministro.
11. ↑  Ricopre anche la carica di Ministro delle piccole e medie imprese.
12. ↑  Ricopre anche la carica di Vice Primo ministro.
13. ↑  Ricopre anche le cariche di Vice Primo ministro e di Ministro delle riforme istituzionali dal 20 marzo 2008.
14. ↑  Ricopre anche le cariche di Ministro dell'asilo e della migrazione, di Ministro dell'integrazione sociale e di Ministro per la lotta alla povertà.
15. ↑  Con delega alla direzione degli edifici pubblici.
16. ↑  Ricopre anche le cariche di Vice Primo ministro dal 2 luglio 2019 e di Ministro per gli affari europei dal 30 novembre 2019.
17. 1 2  Ricopre anche le cariche di Vice Primo ministro e di Ministro per il Mare del Nord.
18. ↑  Con delega al Mare del Nord.